# Paspalum breve
Paspalum breve är en gräsart som beskrevs av Mary Agnes Chase. Paspalum breve ingår i släktet tvillinghirser, och familjen gräs. Inga underarter finns listade i Catalogue of Life.